# クイック・アメルスフォールト
クイック・アメルスフォールト（蘭: Quick Amersfoort）は、オランダのユトレヒト州アメルスフォールトを拠点とする野球チーム。ホーフトクラッセ所属。

## 概要
野球部門とソフトボール部門から成るスポーツクラブ「BSCクイック（Base- en Softball Club Quick）」の野球チーム。

## 歴史
- 1961年12月15日 - クラブ創設。
- 1976年 - ホーフトクラッセに初昇格。
- 1993年 - プレーオフに進出。
- 2018年 - 1996年シーズン以来、22年ぶりにホーフトクラッセに復帰。

## 所属選手
2023年シーズン現在